# Claudia Christina

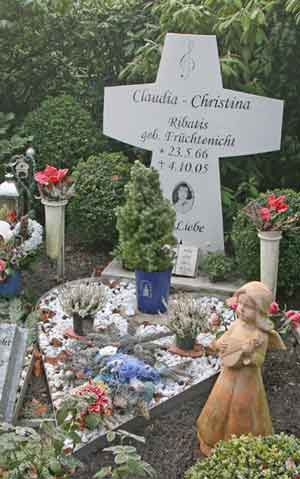
Grab von Claudia Christina auf dem Friedhof an der Friedensallee in Elmshorn

Claudia Christina Ribatis (* 23. Mai 1966 in Elmshorn als Claudia Christina Früchtenicht; † 4. Oktober 2005) war eine deutsche Moderatorin und Schlagersängerin.

## Leben
Die langjährige Moderatorin der Sendung Freut Euch des Nordens des NDR-Fernsehens führte 1992 zum ersten Mal durch die Unterhaltungssendung, die auch von anderen Dritten Programmen der ARD übernommen wurde. Seit 1999 war die diplomierte Sozialpädagogin auch Autorin der Sendereihe. In den Folgejahren arbeitete sie als Autorin auch für andere Reihen des NDR-Fernsehens, unter anderem Bi uns to Hus und Auto-mobil durch den Norden.
Bekannt war Claudia Christina außerdem als Radiomoderatorin – in den 1990er Jahren war sie auf der NDR 1 Welle Nord zu hören – und vor allem als Sängerin: 1984 gehörte sie zu den Gründungsmitgliedern der Gesangsgruppe Speelwark. 1996 heiratete sie ihren Produzenten Lutz Ribatis. 1998 startete sie unter dem Namen Claudia Christina eine Solokarriere und veröffentlichte zwei Alben, an deren Liedern sie mitschrieb. 2000 erhielt sie die Goldene Stimmgabel als beste Nachwuchskünstlerin.
Claudia Christina Ribatis starb am 4. Oktober 2005 an Krebs, ihr Mann Lutz Ribatis heiratete später die Schweizer Sängerin Géraldine Olivier, die auch die Stiefmutter von Claudia Christinas Sohn (* 2001) wurde. Claudia Christina Ribatis wurde auf dem Friedhof an der Friedensallee in Elmshorn beigesetzt.

## Diskografie
- 2000 Ein Teil Von Mir (CD)
- 2004 Traumprinzen (CD)
- 2006 Ihr Leben, ihre Lieder (CD)